# گابریل کریستین
گابریل کریستین (انگلیسی: Gabrielle Christian؛ زادهٔ ۳۰ ژوئیهٔ ۱۹۸۴) یک هنرپیشه اهل ایالات متحده آمریکا است. وی از سال ۲۰۰۰ میلادی تاکنون مشغول فعالیت بوده‌است.
او کارش را در دهه ۸۰ میلادی با بازی در برنامه‌های تلویزیونی آغاز نمود. پس از آن او در فیلم‌های مختلفی همچون تفنگ آمریکایی نقش‌آفرینی کرد.